# Orthopodomyia nkolbissonensis
Orthopodomyia nkolbissonensis is een muggensoort uit de familie van de steekmuggen (Culicidae). De wetenschappelijke naam van de soort is voor het eerst geldig gepubliceerd in 1966 door Rickenbach & Hamon.